# Aristokraternes Catechismus
Aristokraternes Catechismus er en satirisk bog forfattet og udgivet 11. april 1796 af Malthe Conrad Bruun.
Bogen er udformet som en efterligning af den Katekismus som alle børn skulle lære i skolen, inklusive fadervor og salmer. Men i stedet for den moralsk opbyggelige kristne lære, indeholder bogen det modsatte, nemlig en bekendelse til despoti, undertrykkelse og udbytning, og giver sig ud for at være den katekismus som adelen benytter. Bogen er således et udtryk for den radikale oplysnings opfattelse af aristokratiet og dets rolle i datidens samfund. Bogen er sandsynligvis inspireret af Peter Andreas Heibergs Kjøbmandens Katekismus som var inkluderet i hans tidsskrift Rigsdalers-Sedlens Hændelser.
Bogen vakte meget røre i samtiden, og Sjællands biskop Nicolai Edinger Balle, på trods af at han selv indrømmede at han lo mere end én gang under læsningen, følte han sig alligevel så stødt på vegne af kongen at han indberettede den for danske Kancelli, med ønske om at forfatteren skulle retsforfølges. 23. april modtog Bruun en stævning, hvori han blev tilsagt at skulle møde i det kriminelle kammer samme eftermiddag. Dette gav Bruun en sådan forskrækkelse at han besluttede sig for at flygte. Først ud af Strandvejen til Strandmøllen, hvor han fik husly af Hans Guldberg Sveistrup som var huslærer til børnene af møllens ejer Johan Christian Drewsen. Siden tog han turen over Øresund til øen Hven, hvor han opholdt sig til 1797.